# Phlaeoba antennata
Phlaeoba antennata är en insektsart som beskrevs av Brunner von Wattenwyl 1893. Phlaeoba antennata ingår i släktet Phlaeoba och familjen gräshoppor.

## Underarter
Arten delas in i följande underarter:
- P. a. antennata
- P. a. malayensis